# Al-Fateh SC
Al-Fateh Sports Club is een professionele sportclub uit Al-Hasa in Saoedi-Arabie die vooral bekend is vanwege haar professionele voetbalclub.

## Erelijst
Nationaal
- Saoedisch landskampioenschap: 2013
- Saoedische Super Cup: 2013

## Bekende (oud-)spelers
- Mitchell te Vrede
- Gustav Wikheim
- Jason Denayer

## Bekende (oud-)trainers
- Slaven Bilić
- Yannick Ferrera
- Ricardo Sá Pinto